# بياض صفحة
البياض (رمزه ض وجمعه بياضات) في الصفحة هو الجزء منها ليست عليه كتابة. يطلق البياض على ما يعرف بالفراغ والمسافة، هو المقدار المتروك بين الحروف أو بين السطور، والتبييض مصدره.
البياض الصحيح هو تبييض ورقة من النسخة مراعاة لبياضها في الأصل. يعبر عنه في الرومية بعبارة "hic nūllus est dēfectus".